# LaFee

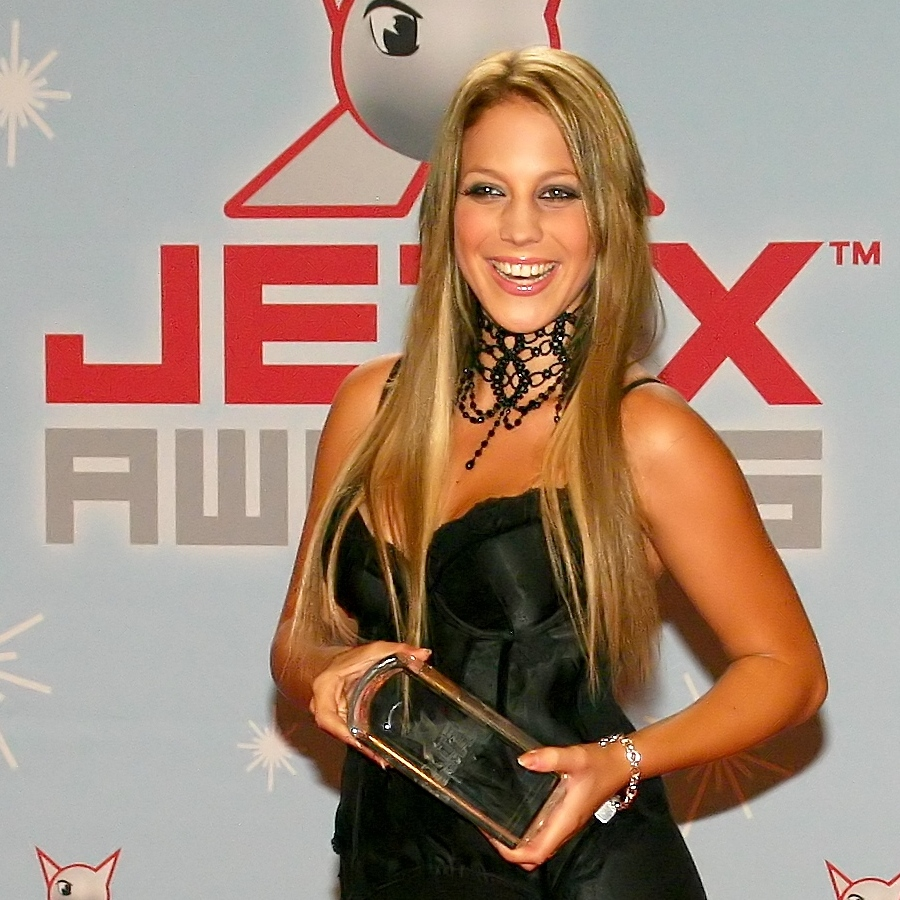
LaFee, Berlin (2008)

LaFee (nascuda a Stolberg, Alemanya, 1 de desembre de 1990) és el pseudònim de la cantant de pop alemanya Christina Klein. Encara que és popular en països europeus, especialment a Alemanya i Àustria, LaFee ha venut més de 450.000 àlbums a tot el món.

## Biografia
Christina Klein va néixer l'1 de desembre de 1990 a Stolberg (Rheinland), Alemanya. És la filla petita del motociclista Bernhard Klein i la seva dona d'origen grec Keriakoulla. LaFee i el seu germà gran, Andreas, van ser criats a Stolberg, on la seva mare dirigeix un restaurant de menjar grec.
LaFee va ser descoberta als 13 anys pel productor musical Bob Arnz mentre ella feia una paròdia de la cançó "Mandy", denominada "Handy", en un concurs de cant per a nens que es transmetia per televisió.
"Virus", el seu primer single, era una cançó dedicada a la seva ex-millor amiga que li va prendre al nuvi. El tema va ser un èxit i es va col·locar entre els primers llocs de totes les llistes, Virus va ser llançat el 10 de març de 2006. Recolzada per la revista alemanya BRAVO i el canal de música VIVA, les seves idees van ser transmeses a l'escriptor de cançons Gerd Zimmermann i a Bob Arnz per interpretar-les.
Les cançons de LaFee tracten generalment de sentiments i vivències propis d'una adolescent, però també toquen temes més seriosos, com l'abús sexual infantil, la bulímia, la mort, la confiança, l'abús escolar i la solitud.
El seu estil musical és molt variat, hi ha una gran evolució des del seu primer disc LaFee fins a Jetzt erst recht. Ara LaFee intenta conquerir diversos països d'Europa, entre ells França, on ja ha fet algun concert, Itàlia, on ha aparegut a l'MTV o Espanya, on ja es pot aconseguir el seu segon àlbum.

## La Banda
La banda de Lafee, està formada per 4 nois:
- Goran Vujic, el baixista. Va néixer el 2 de desembre de 1982 i la seva música preferida és Weather Report.
- Ricky Garcia, el guitarrista. Va néixer el 23 de febrer de 1982 i la seva música favorita és Steve Vai i Satriani.
- Tamon, el bateria. Va néixer el 22 de novembre de 1987 i la seva música preferida és tot el que sigui rock o metal.
- Klaus, el pianista. Va néixer el 22 de novembre de 1978 i la seva música preferida és Audioslave i The Rasmus.

Anteriorment, hi havia un cinquè component de la banda, Omar, que tocava el baix, que va abandonar la banda després de gravar el vídeo de "Was ist das".

## Discografia

### Álbums
| Any  | Títol            | Posició | Posició | Posició | Guardó                                               |
| Any  | Títol            | GER     | AUT     | SWI     | Guardó                                               |
| ---- | ---------------- | ------- | ------- | ------- | ---------------------------------------------------- |
| 2006 | LaFee            | 1       | 1       | 19      | - Disc de platí a Alemanya - Disc de platí a Àustria |
| 2007 | Jetzt Erst Recht | 1       | 1       | 14      | - Disc d'or a Alemanya - Disc d'or a Àustria         |

### Singles
| Any  | Títol            | Posició | Posició | Posició | Àlbum            |
| Any  | Títol            | GER     | AUT     | SWI     | Àlbum            |
| ---- | ---------------- | ------- | ------- | ------- | ---------------- |
| 2006 | Virus            | 14      | 14      | 70      | LaFee            |
| 2006 | Prinzesschen     | 11      | 10      | 25      | LaFee            |
| 2006 | Was Ist Das      | 17      | 25      | 59      | LaFee            |
| 2006 | Mitternacht      | 23      | 27      | -       | LaFee            |
| 2007 | Heul Doch        | 3       | 6       | 25      | Jetzt Erst Recht |
| 2007 | Beweg Dein Arsch | 22      | 35      | 87      | Jetzt Erst Recht |
| 2007 | Wer Bin Ich      | 25      | 41      | TBA     | Jetzt Erst Recht |
| 2008 | Shut Up          | TBA     | TBA     | TBA     | Shut Up          |

### DVD's
| 2006 | Secret Live                              | ? |
| 2007 | Erst Recht mit VIVA                      | 6 |
| 2007 | Wer Bin Ich - Ein ungeschminktes Märchen | ? |

## Premis

### 2008
- Echo award for Best Singer Female

### 2007
- Echo award for Best Singer Female
- Echo award for Best Newcomer Female
- Bravo Silver-Otto for Best Pop Singer Female
- Goldene Stimmgabel Goldene Stimmgabel
- Kids' Choice Award for Favourite Singer